# Džebel Mar Elias
Džebel Mar Elias ali Tell Maru Elias je tell, arheološka gomila ali nagrobnik več arheoloških slojev, ki leži le malo čez severozahodno mejo Ajluna v guvernoratu Ajlun na severu Jordanije in v zgodovinski regiji Gilead (1 Mz 31,25), na katero se sklicuje Sveto pismo. Ruševine zgodovinskega mesta Listib (v arabščini el-Ishtib ali el-Istib) ali Tišbe, ki ga 1. knjiga kraljev 17:1 označujejo kot bivališče in morda celo rojstno mesto preroka Elije (Elias v latinščini in arabščini), ki sta blizu tella in preko doline. Elija, ki je omenjen tako v Koranu kot v Stari zavezi, naj bi se rodil okoli leta 910 pred našim štetjem v vasi Lesteb, poleg Mar Eliasa. Prerok naj bi umrl nedaleč stran v Wadi Al Kharrarju, pred domnevnim vzponom v nebesa na goreči kočiji. V času Bizanca je okoli Mar Eliasa pod okriljem bližnje škofije Pella nastalo romarsko mesto. Leta 1999 so med izkopavanji našli cerkveni kompleks iz zgodnjega 7. stoletja. Verkvena tla so okrašena s talnimi mozaiki.
Zaradi bližine domnevnega kraja zgodovinskega in versko pomembnega Tišbeja sta bili v poznem bizantinskem obdobju postavljeni dve krščanski cerkvi.  Od centra za obiskovalce vodi dostop do arheoloških ostankov dveh cerkva in sosednjih stavb na vrhu hriba. Najprej je na nižji nadmorski višini manjša cerkev, iz katere je mogoče razločiti apsido, obrnjeno proti skali. Šlo naj bi za starejšo, verjetno iz 6. stoletja našega štetja. Preko velikega atrija se pride do glavne cerkve. Stavbo je imela površino 33 x 32 m, z glavno apsido proti vzhodu, ostanke stebrov, ki jo delijo na tri ladje in stranske apside, ki dajejo cerkvi obliko križa. Mozaik cvetnih in geometrijskih likov je prekrival tla. Napis, ki so ga našli na tleh mozaika, se sklicuje na svetega Elijo, da blagoslovi prezbiterij in njegovo ženo ter navaja leto 622 kot leto tal. Veliko pozneje je bila verjetno zgrajena krstilnica, tudi z mozaičnimi tlemi. Niz prostorov na jugozahodu bi lahko pripadal samostanu z grobovi v komori. Na mestu so odkrili tudi vrtine in cisterne za oskrbo z vodo.
Artefakti z najdišča, vključno z rezbarijo iz marmorja in majhnimi kovinskimi verskimi predmeti, so razstavljeni v arheološkem muzeju bližnjega gradu Ajlun.
Kraj je še vedno romarsko mesto.

## Galerija
- Razgled iz Tell Mar Eliasa, avgust 2005
- Spodnja kapela
- Mozaična tla
- Izrezljana križna rozeta v Tell Mar Elias
- Tell Mar Elias
- Cerkev
- Cerkev
- Mozaik in morda krstilnik
- Vhod v grobnice
- Grobnice
- Stopnišče bivše cerkve
- Mozaiki
- Mozaiki
- Mozaiki

## Video
- The Road to Mar Elias Cathedral
- Mar Elias Cathedral